# Julián Benítez
Julián Benítez (n. Pilar, Paraguay; 6 de junio de 1987) es un futbolista paraguayo. Juega de delantero o extremo y su equipo actual es 12 de Octubre Villeta.

## Trayectoria
Benítez debutó en 2004 en filas de Guaraní, club en el cual permaneció la mayor parte de su carrera, ostentando el récord de mayor cantidad de partidos jugados con el equipo aurinegro, con un total de 284 juegos anotando 56 tantos.
Tras pasar entre 2011 y 2013 por equipos de México y Ecuador, en 2014 alcanzó la final de la Copa Libertadores con Nacional, siendo una de las figuras destacadas, mientras que al año siguiente completó otra buena actuación llegando hasta la semifinal del mismo torneo  continental, esta vez con Guaraní. Anteriormente, a nivel local fue campeón en 2010 con Guaraní y en 2013 con Nacional.

### Club Olimpia
El 30 de noviembre de 2015, medios informativos anunciaron que Julián no renovará su vínculo con Guaraní, cuyo contrato fenece en diciembre del mismo año, motivo por el cual el jugador decidió continuar su carrera a partir de la siguiente temporada en el Club Olimpia.
El 1 de enero del 2016 se anunció oficialmente su vínculo por 4 temporada en el decano de fútbol paraguayo. Debido al gran rendimiento en el esquema decano donde marcado 23 goles en tres temporada y ser gravitante en la jugadas de gol, le valió para que se le extendiese su vínculo el 1 de diciembre del 2018 hasta el 31 de diciembre del 2022.

## Selección nacional
Ha sido internacional con la selección de fútbol de Paraguay. Debutó el 25 de mayo de 2011 ante la Selección Argentina.

## Clubes
| Club                               | País     | Año         |
| ---------------------------------- | -------- | ----------- |
| Guaraní                            | Paraguay | 2004 - 2011 |
| León                               | México   | 2011        |
| Toros Neza                         | México   | 2012        |
| Guaraní                            | Paraguay | 2012        |
| Nacional                           | Paraguay | 2013        |
| Liga de Quito                      | Ecuador  | 2013        |
| Nacional                           | Paraguay | 2014        |
| Guaraní                            | Paraguay | 2015        |
| Olimpia                            | Paraguay | 2016 - 2019 |
| CSA                                | Brasil   | 2019        |
| Nacional                           | Paraguay | 2020        |
| Resistencia                        | Paraguay | 2021        |
| Libertad de Villeta                | Paraguay | 2023        |
| Atlético Simbron de Roque González | Paraguay | 2023-2024   |
| Cerro Cora de Ita                  | Paraguay | 2024        |
| Libertad de Villeta                | Paraguay | 2024        |
| 12 de Octubre de Villeta           | Paraguay | 2025        |

## Estadísticas

### Clubes
Actualizado al último partido jugado el 19 de mayo de 2019.
| Equipo                  | Temporada     | Liga  | Liga  | Copas nacionales | Copas nacionales | Torneos internacionales | Torneos internacionales | Total | Total |
| Equipo                  | Temporada     | Part. | Goles | Part.            | Goles            | Part.                   | Goles                   | Part. | Goles |
| ----------------------- | ------------- | ----- | ----- | ---------------- | ---------------- | ----------------------- | ----------------------- | ----- | ----- |
| Guaraní Paraguay        | 2004 - 2011   | 224   | 44    | -                | -                | 16                      | 2                       | 240   | 46    |
| Guaraní Paraguay        | Total         | 224   | 44    | -                | -                | 16                      | 2                       | 240   | 46    |
| León · México           | 2011          | 17    | 1     | 0                | 0                | 0                       | 0                       | 17    | 1     |
| León · México           | Total         | 17    | 1     | 0                | 0                | 0                       | 0                       | 17    | 1     |
| Toros Neza · México     | 2012          | 9     | 0     | 0                | 0                | 0                       | 0                       | 9     | 0     |
| Toros Neza · México     | Total         | 9     | 0     | 0                | 0                | 0                       | 0                       | 9     | 0     |
| Guaraní Paraguay        | 2012          | 4     | 0     | -                | -                | 0                       | 0                       | 4     | 0     |
| Guaraní Paraguay        | Total         | 4     | 0     | -                | -                | 0                       | 0                       | 4     | 0     |
| Nacional Paraguay       | 2013          | 19    | 13    | -                | -                | 0                       | 0                       | 19    | 13    |
| Nacional Paraguay       | Total         | 19    | 13    | -                | -                | 0                       | 0                       | 19    | 13    |
| Liga de Quito · Ecuador | 2013          | 20    | 1     | 0                | 0                | 0                       | 0                       | 20    | 1     |
| Liga de Quito · Ecuador | Total         | 20    | 1     | 0                | 0                | 0                       | 0                       | 20    | 1     |
| Nacional Paraguay       | 2014          | 31    | 4     | -                | -                | 14                      | 2                       | 45    | 6     |
| Nacional Paraguay       | Total         | 31    | 4     | -                | -                | 14                      | 2                       | 45    | 6     |
| Guaraní Paraguay        | 2015          | 32    | 8     | -                | -                | 12                      | 3                       | 44    | 11    |
| Guaraní Paraguay        | Total         | 32    | 8     | -                | -                | 12                      | 3                       | 44    | 11    |
| Olimpia Paraguay        | 2016          | 38    | 13    | -                | -                | 4                       | 0                       | 42    | 13    |
| Olimpia Paraguay        | 2017          | 24    | 3     | -                | -                | 5                       | 1                       | 29    | 4     |
| Olimpia Paraguay        | 2018          | 33    | 6     | 4                | 0                | 0                       | 0                       | 37    | 6     |
| Olimpia Paraguay        | 2019          | 7     | 0     | 0                | 0                | 0                       | 0                       | 7     | 0     |
| Olimpia Paraguay        | Total         | 102   | 22    | 4                | 0                | 9                       | 1                       | 115   | 23    |
| Total carrera           | Total carrera | 458   | 93    | 4                | 0                | 51                      | 8                       | 513   | 101   |

### Goles en la Copa Libertadores
| Resultados | Resultados | Resultados | Resultados              | Lugar         | Estadio                       | Fecha                | Temporada | Gol(es) |
| ---------- | ---------- | ---------- | ----------------------- | ------------- | ----------------------------- | -------------------- | --------- | ------- |
| Guaraní    | 1          | 5          | Estudiantes de La Plata | La Plata      | Estadio Ciudad de La Plata    | 17 de marzo de 2011  | 2011      | 1 gol   |
| Nacional   | 3          | 2          | Independiente Santa Fe  | Asunción      | Estadio Defensores del Chaco  | 10 de abril de 2014  | 2014      | 1 gol   |
| Nacional   | 1          | 0          | Vélez Sarsfield         | Asunción      | Estadio Defensores del Chaco  | 23 de abril de 2014  | 2014      | 1 gol   |
| Guaraní    | 5          | 2          | Deportivo Táchira       | Asunción      | Estadio Defensores del Chaco  | 10 de marzo de 2015  | 2015      | 1 gol   |
| Guaraní    | 1          | 1          | Deportivo Táchira       | San Cristóbal | Polideportivo de Pueblo Nuevo | 18 de marzo de 2015  | 2015      | 1 gol   |
| Guaraní    | 1          | 0          | Racing                  | Asunción      | Estadio Defensores del Chaco  | 21 de mayo de 2015   | 2015      | 1 gol   |
| Olimpia    | 3          | 1          | Independiente del Valle | Asunción      | Estadio Defensores del Chaco  | 9 de febrero de 2017 | 2017      | 1 gol   |

Para un total de 7 goles.

## Palmarés
| Título          | Club     | País     | Año  |
| --------------- | -------- | -------- | ---- |
| Torneo Apertura | Guaraní  | Paraguay | 2010 |
| Torneo Apertura | Nacional | Paraguay | 2013 |
| Torneo Apertura | Olimpia  | Paraguay | 2018 |
| Torneo Clausura | Olimpia  | Paraguay | 2018 |
| Torneo Apertura | Olimpia  | Paraguay | 2019 |